# Симмонс, Ричард
Милтон Тигл «Ричард» Симмонс (англ. Milton Teagle "Richard" Simmons; 12 июля 1948, Новый Орлеан, Луизиана — 13 июля 2024, Голливуд-Хиллз, Калифорния) — американский инструктор по фитнесу, радиоведущий, актёр, танцор, певец, комик

, и продюсер. Он продвигал программы по снижению веса, в первую очередь, благодаря его видео «Аэробика», из серии «Потение». Известен своей эксцентричностью, а также работой с Розали Брэдфорд, которая дважды была занесена в Книгу рекордов Гиннесса как самая толстая, а затем, как самая сильно похудевшая женщина в мире.

## Биография
Милтон Тигл Симмонс родился 12 июля 1948 года в Новом Орлеане. Учился в родном городе в школе брата Мартина. С малых лет страдал от ожирения и к моменту окончания средней школы имел вес около 120 килограмм.
После школы Симмонс некоторое время занимался продажей сырья для производства сахарной карамели и готовился стать священником, но неожиданно изменил свои планы и поступил в Университет Юго-Западной Луизианы. Вскоре он перевёлся в Университет штата Флорида, а оттуда, по программе обмена студентами, во Флорентийский университет, который закончил со степенью бакалавра искусств.
По возвращении в Соединённые Штаты Америки он поселился в Нью-Йорке, где сменил несколько профессий. Затем он переехал в Лос-Анджелес, где устроился официантом в ресторан «Maître d'». В то время он и начал разрабатывать способы похудения, которые испытывал на себе. Сбросив 56 килограмм Симмонс, вдохновлённый успехом, начал свою головокружительную карьеру в области похудения, открыв тренажерный зал под названием «Slimmons» в Беверли-Хиллз, штат Калифорния. Он стал широко известен благодаря показу на телевидении и популярности представленных им потребительских товаров. Его часто пародируют и он был частым гостем поздних ночных теле и радио передач, таких как «Позднее шоу с Дэвидом Леттерманом» и шоу Говарда Стерна. В итоге Милтон Тигл «Ричард» Симмонс создал целую империю по продаже самых разных средств и методов для уменьшения веса, включая книги, тематические буклеты и брошюры, аудио и видео курсы, и всевозможные БАДы.
Симмонс продолжал пропагандировать здоровый образ жизни и физические упражнения на протяжении всей своей многолетней карьеры, а затем расширил свою деятельность, включив в неё и участие в политической жизни страны. Последнее особенно ярко проявилось в 2008 году, когда он активно выступал в поддержку законопроекта, запрещающего неконкурентное физическое воспитание в государственных школах в рамках программы «No Child Left Behind Act».
К марту 2016 года, после того, как он не появлялся на публике с февраля 2014 года, в средствах массовой информации стали появляться различные слухи и выражалось явное беспокойство по поводу его здоровья. Однако те, кто был с ним в контакте (включая Департамент полиции Лос-Анджелеса), сказали, что с ним всё в порядке и он просто решил выбрать менее публичную жизнь.
До своей смерти Милтон Тигл «Ричард» Симмонс проживал в Голливуде с тремя далматинцами.
Скончался 13 июля 2024 года в своём доме в Голливуд-Хиллз, всего через день после своего 76-летия. Его смерть, по всей видимости, наступила от естественных причин.